# Żerdiewka

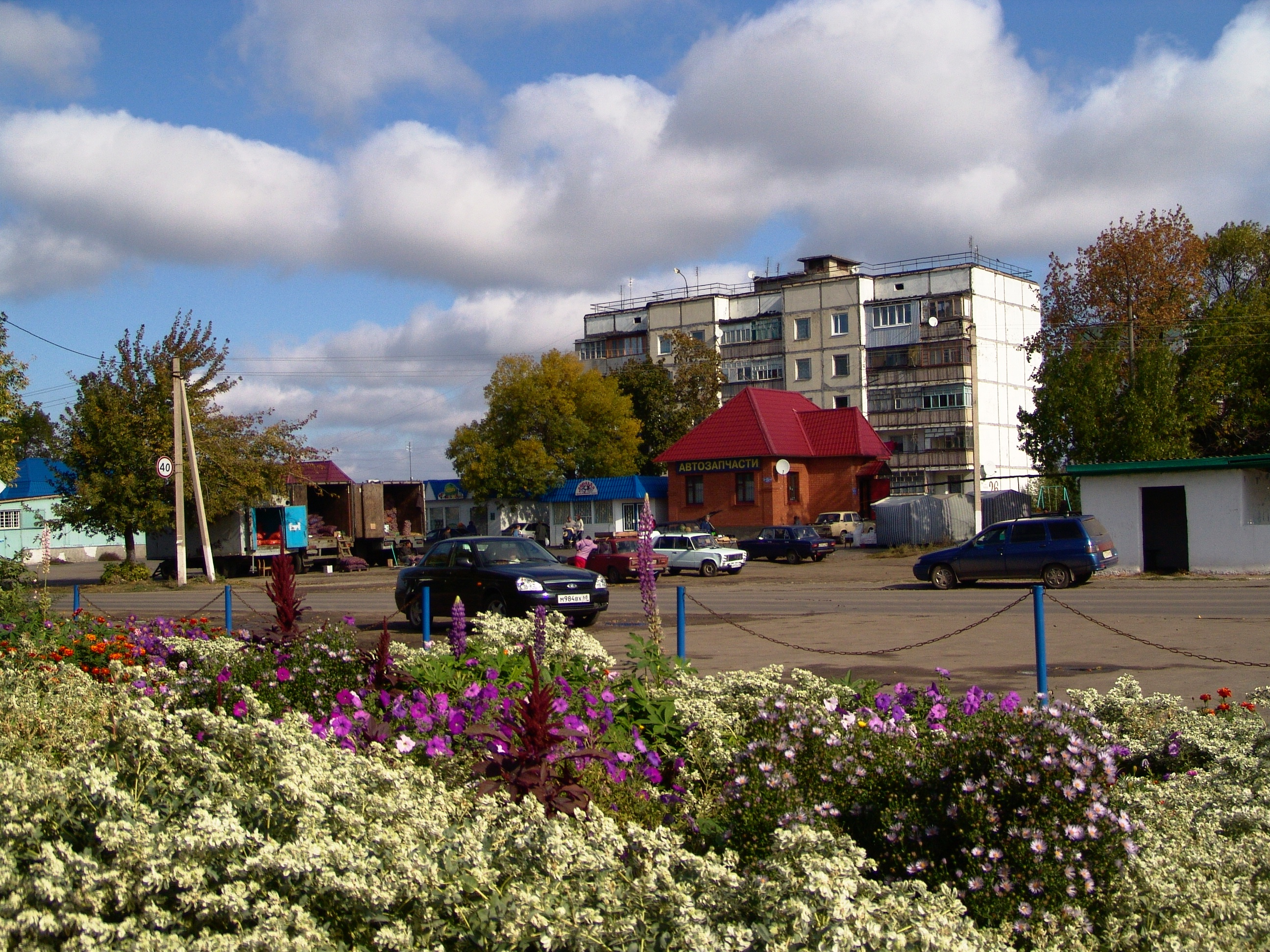

Żerdiewka – miasto w Rosji, w obwodzie tambowskim, 128 km na południe od Tambowa. W 2025 liczyło 13 383 mieszkańców.